# Югська мова
Югська мова — мова з єнісейської сім'ї палеоазійських мов, якою спілкувалися юги та яка перебуває на межі вимирання. Югська мова є однією з неписьменних мов. До 1960-х вважалася діалектом кетської мови.

## Історія
Мова була поширена на території від міста Єнісейська на півдні до села Ворогова на півночі. Частина югів жила на території у верхів'ї Кеті (права притока Оба).

### Сучасний стан
Згідно з даними Всеросійського перепису населення 2002 року, югською мовою володіли 134 осіб. Проте, згідно з результатами досліджень 1980-х років, на той час югською мовою володіли тільки 2 осіб. Дослідження Віктора Кривоногова 1992 року показують, що на той час югською мовою володіли 0 осіб. Під час Всеросійського перепису населення 2010 року такою, що володіє югською мовою, себе назвала 1 особа.
Станом на зараз збереглося лише декілька сімей югів у селах Ярцево та Ворогово, проте вони не користуються югською мовою.
| 2002 | 2010 |
| ---- | ---- |
| 131  | 1    |